# 宇都宮タワー

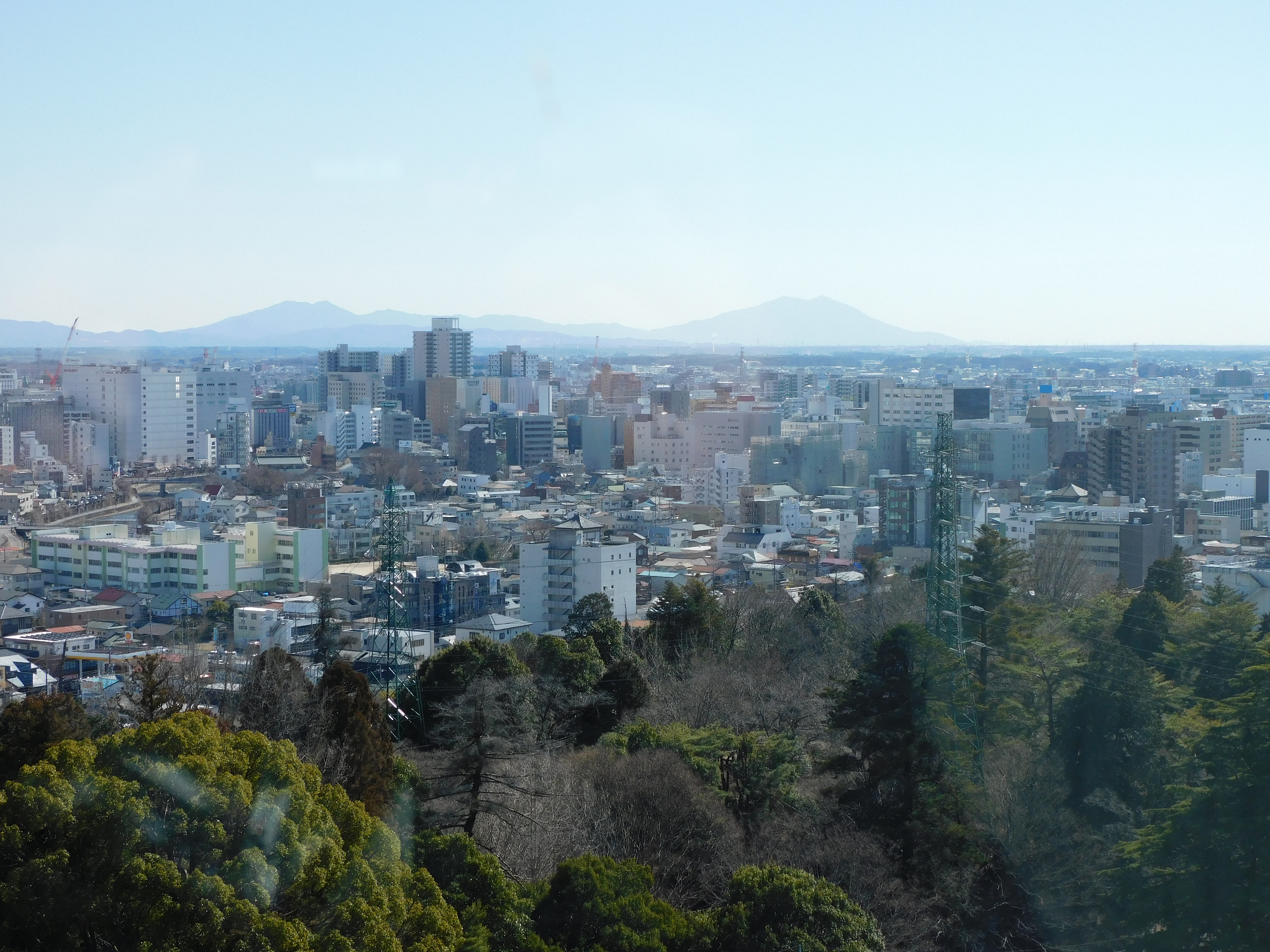
宇都宮タワー展望台から見た宇都宮市街（南東方向）
画像中央にうっすらと見えるのは筑波山

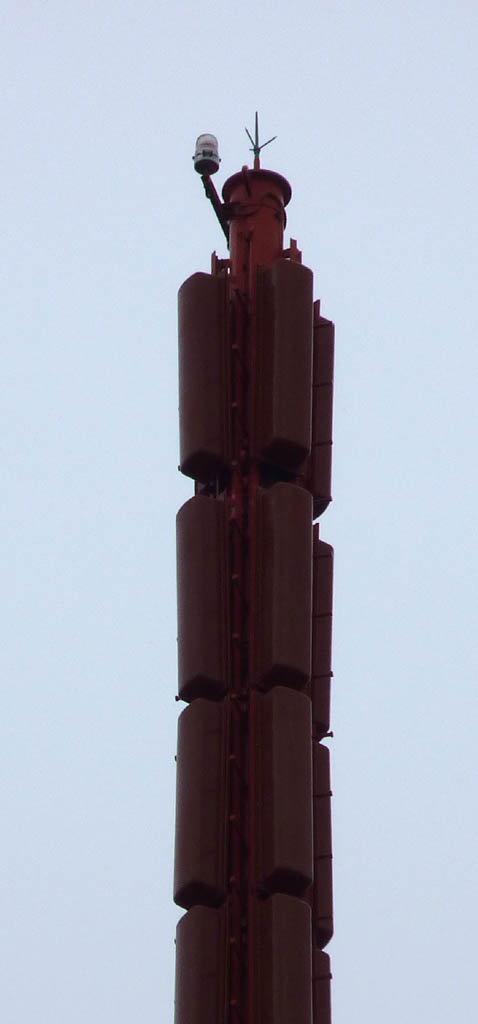
塔頂部の避雷針と航空障害灯

宇都宮タワー（うつのみやタワー）は、栃木県宇都宮市塙田五丁目の八幡山公園内に所在する電波塔である。宇都宮市公園条例に基づく正式名称は八幡山公園展望塔。八幡山公園展望塔タワーの高さは89mだが、標高158m地点に立地しているので合わせると247mになる。展望台は30mの位置にある。

## 概要
宇都宮市内は、1970年代まで東京タワーから送出されるテレビ放送の電波を直接受信していた。しかし1982年（昭和57年）に東北新幹線が開業することになり、それにより市内で大規模な受信障害が発生する懸念があった。そのため、これを解消するために中継局が設置されることとなり1980年（昭和55年）に落成した。
1999年（平成11年）、国内で最後発の県域民放テレビ局であるとちぎテレビが開局するにあたってこのタワーを親局として利用した。また、2011年（平成23年）の地上デジタル完全移行をめどにNHK宇都宮局の総合テレビの県域放送化が検討され、2012年（平成24年）4月1日より開始された。
2011年（平成23年）の東日本大震災を耐え、竣工以来耐震工事が行われることはなかったが、2020年（令和2年）10月より耐震補強工事が実施されることになった。当初は年末に工事を終え、1月上旬に展望室を営業再開する予定であったが、新型コロナウイルス感染症の感染拡大に伴う緊急事態宣言の発令により休業が続行され、2021年（令和3年）2月23日に営業を再開した。

## 施設
- 地上部分

地上部分は展望台へのエレベーターホールと事務室からなる。エレベーターは地上部分と展望台を結んでいる。南側はガラス張りで景色が見られる。別途非常階段も備えている。
- 展望台

地上30mの位置に展望台が設置されており、宇都宮市内を一望できる。（うつのみや百景の1つ）「日本一の地平線が観られる」と案内が出ている。タワー自体が標高158.7mに設置されているため、展望台の高さが低くても遠方まで見渡すこと可能である。展望台に設置の望遠鏡は当初は有料だったが、現在は無料化された。
- 料金

料金は段階的に値下げされ、2012年4月1日から大人が190円（310円→200円→190円と変遷）、小・中学生が90円（150円→100円→90円と変遷）。なお団体料金は2012年に変更はなく大人100円（以前230円）、小・中学生は50円（以前110円）。また、市内に在住または通学している高校生以下も無料で上ることができる。宇都宮市民の日など無料開放日が年に数日ある。
- 営業時間等

営業時間は9時から16時30分までだが、桜のシーズンなどは20時まで延長されることもある。休館日は月曜日、祝祭日の翌日、12 - 2月の第3日曜日、年末年始（但し、元日は初日の出鑑賞のため、初日の出時間帯は事前応募の抽選制で、その後は午前10時まで無料開放の特別営業）である。
- 観光

タワー独自のマスコットキャラクターは無いが、独自のキーホルダーやガイドマップは揃えてある。
2001年（平成13年）4月より日没後はライトアップされているが、2003年（平成15年）4月5日よりシーズンによってライトカラーを変更するようにした。ただし、電力事情で節電が必要な時や、夜景スポットの消灯キャンペーン時にはライトアップされない。

## 放送送信施設

### 地上デジタルテレビ放送送信設備
| リモコンキーID | 放送局名 区分    | 呼出符号   | 物理チャンネル | 空中線電力 | 実効輻射電力 | 放送対象地域 | 放送区域内世帯数 |
| -------------- | ---------------- | ---------- | -------------- | ---------- | ------------ | ------------ | ---------------- |
| 1              | NHK 宇都宮総合   | JOBP-DTV   | 47ch           | 100W       | 720W         | 栃木県       | 約43万世帯       |
| 2              | NHK 東京教育     | （中継局） | 39ch           | 100W       | 720W         | 全国         | 約43万世帯       |
| 3              | GYT とちぎテレビ | JOGY-DTV   | 29ch           | 100W       | 760W         | 栃木県       | 約43万世帯       |
| 4              | NTV 日本テレビ   | （中継局） | 34ch           | 100W       | 630W         | 関東広域圏   | 約43万世帯       |
| 5              | EX テレビ朝日    | （中継局） | 17ch           | 100W       | 630W         | 関東広域圏   | 約43万世帯       |
| 6              | TBS TBSテレビ    | （中継局） | 15ch           | 100W       | 630W         | 関東広域圏   | 約43万世帯       |
| 7              | TX テレビ東京    | （中継局） | 18ch           | 100W       | 630W         | 関東広域圏   | 約43万世帯       |
| 8              | CX フジテレビ    | （中継局） | 35ch           | 100W       | 630W         | 関東広域圏   | 約43万世帯       |

- NHK総合ととちぎテレビは親局だが、NHKEテレと在京民放5波は東京スカイツリー親局からの電波を再送信する中継局扱いである。
- NHK総合については2009年（平成21年）度から3か年の経営計画においてテレビの完全デジタル化後に関東広域圏の広域放送から栃木県の県域放送へ移行すべく検討に入ることが明記され、2012年（平成24年）4月1日から「JOBP-DTV」[9][4]のコールサインが付与され、東京・放送センターの中継局から宇都宮放送局の親局としての機能に切り替わった。
- 出力についてはアナログ換算で1kW相当となるため、とちぎテレビ以外は実質10倍の大増力となる。

### 地上アナログテレビ放送送信設備
全局2011年（平成23年）7月24日廃止
| チャンネル | 放送局名         | 呼出符号 中継局名 | 空中線電力       | 実効輻射電力        | 放送対象地域 | 放送区域内世帯数 |
| ---------- | ---------------- | ----------------- | ---------------- | ------------------- | ------------ | ---------------- |
| 31         | GYT とちぎテレビ | JOGY-TV           | 映像1kW 音声250W | 映像7.6kW 音声1.9kW | 栃木県       | 39万0142世帯     |
| 41（19）   | EX テレビ朝日    | 宇都宮中継局      | 映像100W 音声25W | 映像760W 音声190W   | 関東広域圏   | 約33万9000世帯   |
| 44（17）   | TX テレビ東京    | 宇都宮中継局      | 映像100W 音声25W | 映像760W 音声190W   | 関東広域圏   | 約33万9000世帯   |
| 49（27）   | NHK 東京教育     | 宇都宮中継局      | 映像100W 音声25W | 映像790W 音声200W   | 全国         | 約33万9000世帯   |
| 51（29）   | NHK 東京総合     | 宇都宮中継局      | 映像100W 音声25W | 映像810W 音声200W   | 関東広域圏   | 約33万9000世帯   |
| 53（25）   | NTV 日本テレビ   | 宇都宮中継局      | 映像100W 音声25W | 映像760W 音声190W   | 関東広域圏   | 約33万9000世帯   |
| 55（23）   | TBS TBSテレビ    | 宇都宮中継局      | 映像100W 音声25W | 映像760W 音声190W   | 関東広域圏   | 約33万9000世帯   |
| 57（21）   | CX フジテレビ    | 宇都宮中継局      | 映像100W 音声25W | 映像760W 音声190W   | 関東広域圏   | 約33万9000世帯   |

- とちぎテレビは親局だが、それ以外は東京タワー・東京親局からの電波を再送信する中継局扱いであった。
- （）内はアナアナ変換前のチャンネル。

#### 歴史
- 1980年（昭和55年）10月3日 - NHKと在京民放広域局のアナログ中継局が開局[1]。
- 1999年（平成11年）11月1日 - とちぎテレビ開局に伴い、アナログ送信所が開局。
- 2004年（平成16年）7月20日 - 2005年（平成17年）8月31日 この期間中にとちぎテレビ以外のチャンネルが、アナアナ変換[13]により変更。
- 2005年（平成17年）12月1日 - とちぎテレビのデジタル送信所及びNHKと在京民放広域局のデジタル中継局が開局[1]。当初は、出力を抑えていた。
- 2011年（平成23年）7月24日 - 全アナログ送信所・中継局が廃止。
- 2012年（平成24年）
  - 3月30日 - NHK総合テレビの県域放送が総務省関東総合通信局から許可。県域放送に伴う免許状が交付された[4]。
  - 4月1日 - NHK総合テレビの管籍が、東京・放送センターから宇都宮放送局に変更[1]。

## タワーが登場する作品
- 県民の歌 - オープニングで八幡山公園の桜と共に登場する。